# Rolf Stober
Rolf Stober  (* 11. Juni 1943 in Baden-Baden) ist ein deutscher Hochschullehrer und Rechtswissenschaftler.
Er war zuletzt Direktor und wissenschaftlicher Leiter des Forschungsinstituts für Compliance, Sicherheitswirtschaft und Unternehmenssicherheit (FORSI) an der Deutschen Universität für Weiterbildung (DUW).

## Leben
Nach dem Abitur an einem Wirtschaftsgymnasium machte Stober eine kaufmännische Lehre. Es folgte ein Studium der Rechtswissenschaft an den Universitäten Heidelberg und Mannheim, 1. jur. Staatsexamen 1970, Dr. jur. (1972), 2. jur. Staatsexamen (Jan. 1973), Wiss. Assistent (1970–1973). 1973 war er Wissenschaftlicher Mitarbeiter am Oberverwaltungsgericht Koblenz. In der Zeit von 1973 bis 1975 war er Verwaltungsrichter und Arbeitsgemeinschaftsleiter im Öffentlichen Recht. Von 1975 bis 1977 war er als Gründungsprofessor an der Fachhochschulen für Öffentliche Verwaltung Stuttgart tätig und anschließend von 1977 bis 1980 an der Fachhochschulen für Öffentliche Verwaltung Köln. Habilitation (Dr. jur. habil.) 1979 an der Universität Mannheim (Staats- und Verwaltungsrecht, Verfassungs- und Verwaltungsprozessrecht).
1979 und 1980 machte er  Lehrstuhlvertretungen an den Universitäten Tübingen und München. Ab 1981 war er Professor an der Rechtswissenschaftlichen Fakultät der Universität Münster für Öffentliches Recht und 1989/90 Dekan. Seit 1987 ist Stober Lehrbuchautor der Fernuniversität in Hagen für Kommunalrecht, Wirtschaftsverwaltungsrecht und Fachanwalt für Verwaltungsrecht. In der Zeit von 1990 bis 1998 war er Lehrbeauftragter an der Universität Leipzig. 1992 war er Gründungsprofessor an der Juristischen Fakultät der Technischen Universität Dresden für Öffentliches Recht und von 1996 bis 2008 Professor für Öffentliches Recht am Seminar für Öffentliches Recht und Staatslehre der Universität Hamburg und Geschäftsführender Direktor des Instituts für Recht der Wirtschaft. 2003–2005 war Stober Dekan für Verwaltung und Personalentwicklung.
1996 reiste er als Gastprofessor an die Chinesische Akademie der Wissenschaften für Personalwesen, Beijing und  1997 war er  Honorarprofessor an der Nordwest-Universität für Politische Wissenschaften und Recht in Xian. Von 1998 bis 2005 arbeitete er als Koordinator des Studienganges Internationales Wirtschaftsrecht an der Europäischen Humanistischen Universität in Minsk. 1999 war er Direktor der Forschungsstelle Sicherheitsgewerbe an der Universität Hamburg und  2001 wurde er Dr. rer. pol. h. c. an der  Universität Dortmund. 2002 war er Studienleiter des Studienganges Internationales Wirtschaftsrecht in St. Petersburg und nach seiner Ernennung 2003 zum Dr. h. c. der Europäisch Humanistischen Universität Minsk wurde er  Koordinator der Deutschen Schule des Rechts in Poznań. Von 2005 bis 2008 war Stober Programmdirektor des Masterstudienganges Europäisches Wirtschaftsrecht und Management am International Center for Graduate Studies der Universität Hamburg (ICGS) und Mitglied des Direktoriums des ICGS. 2008 war er Gründungsprofessor und Wissenschaftlicher Leiter des Forschungsinstituts für Compliance, Sicherheitswirtschaft, Unternehmenssicherheit an der Deutschen Universität für Weiterbildung Berlin (Eine Einrichtung der Freien Universität Berlin und der Klett Gruppe).
Er unternahm zahlreiche  Gastvortrags- und Rechtsberatungsreisen in der VR China und den Ländern Estland, Griechenland, Italien, Japan, Niederlande, Österreich, Polen, Russland, Schweiz, Serbien, Slowakische Republik, Spanien, Südafrika, Südkorea, Taiwan, Tschechische Republik, Ukraine, Ungarn, Weißrussland. Stober ist verheiratet und hat zwei erwachsene Kinder.
Im September 2019 gehörte er zu den etwa 100 Staatsrechtslehrern, die sich mit dem offenen Aufruf zum Wahlrecht Verkleinert den Bundestag! an den Deutschen Bundestag wandten.

## Werke (Auswahl)

### Buchveröffentlichungen
- 1996: Handbuch des Sächsischen Staatsrechts und Verwaltungsrechts, Richard Boorberg Verlag, ISBN 978-3-415-02095-5
- 1996: Kommunalrecht in der Bundesrepublik Deutschland, 3. Auflage, Kohlhammer Verlag, ISBN 978-3-17-014365-4
- 2001: Fachkundenachweis für das Sicherheitsgewerbe?, Carl Heymanns Verlag, ISBN 978-3-452-24986-9
- 2006: Allgemeines Wirtschaftsverwaltungsrecht, Kohlhammer Verlag, ISBN 978-3-17-018501-2
- 2007: Deutsches und Internationales Wirtschaftsrecht: Grundzüge des Wirtschaftsprivat-, Wirtschaftsverwaltungs- und Wirtschaftsstrafrechts, 4. Aufl. Kohlhammer Verlag, ISBN 978-3-17-019956-9
- 2023:Öffentliches Wirtschaftsrecht: Grundlagen des Wirtschaftsverfassungs- und Wirtschaftsverwaltungsrechts, des Weltwirtschafts- und Binnenmarktrechts zusammen mit Stefan Korte, 20. Auflage Kohlhammer Verlag, ISBN 978-3-17-020690-8
- 2022: Wichtige Wirtschaftsverwaltungs- und Gewerbegesetze, 34. Auflage, Neue Wirtschafts-Briefe, ISBN 978-3-482-59522-6

### Herausgebertätigkeiten
- 1987 ff.: Studien zum öffentlichen Wirtschaftsrecht, 87 Bände
- 1989 ff.: Entscheidungssammlung zum Gewerberecht
- 1999 ff.: Schriften zum Recht der Sicherheit, 53 Bände
- 2004: Handbuch des Sicherheitsgewerberechts 2004 (gemeinsam mit Harald Olschok), 1. Auflage, ISBN 978-3-406-51053-3
- 2007: Grundzüge des Deutschen und Internationalen Wirtschaftsrechts (deutsch und russisch), 2. Auflage, gemeinsam mit Marian Paschke
- 2008: Wichtige Rechtstexte Europäisches Wirtschaftsverwaltungsrecht, Verlag Neue Wirtschafts-Briefe, ISBN 978-3-482-58581-4
- 2010: Jahrbuch des Sicherheitsgewerberechts 2008/2009, Herausgeber, J. Kovac, ISBN 978-3-8300-4951-7
- 2010: Jahrbuch Recht und Ökonomik des Dritten Sektors (gemeinsam mit Hans-Jörg Schmidt-Trenz), 1. Auflage, ISBN 978-3-8329-5564-9
- 2010: Wichtige Wirtschaftsverwaltungs- und Gewerbegesetze, 22. Auflage, ISBN 978-3-482-59522-6
- 2010: Schriften aus dem Forschungsinstitut für Compliance, Sicherheitswirtschaft und Unternehmenssicherheit (FORSI)
- 2012: Compliance für die Öffentliche Verwaltung zusammen mit Nicole Ohrtmann, 2012, 2. Aufl. 2022
- 2023: Wolff/Bachof/Stober/Kluth, Verwaltungsrecht Bnd II, 8. Auflage
- 2023: Stober/Eisenmenger/Olschok, Handbuch Sicherheitswirtschaft und Öffentlich-Private Sicherheitskooperation

## Preise/Auszeichnungen
- 1998: Preis des Bundesforschungsministeriums „Existenzgründer aus Hochschulen“ gemeinsam mit anderen Projektpartnern
- 1999: Preis des Zentralverbandes der Ingenieure
- 2003: Goldene Ehrennadel der Handwerkskammer Münster
- 2005: Preis der Universität Hamburg für die Entwicklung eines innovativen Masterstudienganges
- 2008: Festschrift Wirtschaft-Verwaltung-Recht
- 2018: Festschrift Stand und Perspektiven des Öffentlichen Wirtschaftsrechts